# Collegio di Neath
Neath è stato un collegio elettorale gallese rappresentato alla Camera dei comuni del Parlamento del Regno Unito. Eleggeva un membro del parlamento con il sistema maggioritario a turno unico; il collegio è stato abolito in occasione della revisione periodica dei collegi del 2024.

## Estensione
Il collegio era situato nella contea preservata del West Glamorgan, nel Galles. Consisteva dei ward elettorali di Aberdulais, Allt-wen, Blaengwrach, Bryn-côch North, Bryn-côch South, Cadoxton, Cimla, Crynant, Cwmllynfell, Dyffryn, Glynneath, Godre'r Graig, Gwaun-Cae-Gurwen, Lower Brynamman, Neath East, Neath North, Neath South, Onllwyn, Pelenna, Pontardawe, Resolven, Rhos, Seven Sisters, Tonna, Trebanos, Ystalyfera.
Il collegio rappresentava un misto di comunità insutriali e rurali, e si estendeva in una striscia in direzione nord-sud lungo i rilievi del Galles del sud. Comprendeva le valli di Neath e Dulais, e alcune delle valli dell'Upper Swansea. La città di Neath si trovava nella parte meridionale del collegio.

## Membri del parlamento
| Elezione | Elezione       | Deputato         | Partito                  |
| -------- | -------------- | ---------------- | ------------------------ |
|          | 1918           | Hugh Edwards     | Coalizione Liberale      |
|          | 1922           | William Jenkins  | Laburista                |
| 1945 (S) | D. J. Williams |                  | Laburista                |
| 1964     | Donald Coleman |                  | Laburista                |
| 1991 (S) | Peter Hain     |                  | Laburista                |
|          | 2015           | Christina Rees   | Laburista e Co-Operativo |
|          | 2022           | Christina Rees   | Indipendente             |
|          | 2024           | Christina Rees   | Laburista e Co-Operativo |
|          | 2024           | Collegio abolito | Collegio abolito         |

## Elezioni

### Elezioni negli anni 2010
| Partito                    | Partito                                | Candidato                  | Risultati 12 dicembre 2019 | Risultati 12 dicembre 2019 |
| Partito                    | Partito                                | Candidato                  | Voti                       | %                          |
| -------------------------- | -------------------------------------- | -------------------------- | -------------------------- | -------------------------- |
|                            | Laburista                              | Christina Rees             | 15 920                     | 43,31                      |
|                            | Conservatore                           | Jon Burns                  | 10 283                     | 27,98                      |
|                            | Plaid Cymru                            | Daniel Williams            | 4 495                      | 12,23                      |
|                            | Brexit                                 | Simon Briscoe              | 3 184                      | 8,66                       |
|                            | Lib Dem                                | Andrew Kingston-Jones      | 1 485                      | 4,04                       |
|                            | Verdi                                  | Megan Lloyd                | 728                        | 1,98                       |
|                            | Indipendente                           | Philip Rogers              | 594                        | 1,62                       |
|                            | Social Democratico                     | Carl Williams              | 67                         | 0,18                       |
|                            |                                        |                            |                            |                            |
| Iscritti                   | Iscritti                               | Iscritti                   | 56 416                     | 100,00                     |
| ↳ Votanti (% su iscritti)  | ↳ Votanti (% su iscritti)              | ↳ Votanti (% su iscritti)  | 36 756                     | 65,15                      |
| ↳ Astenuti (% su iscritti) | ↳ Astenuti (% su iscritti)             | ↳ Astenuti (% su iscritti) | 19 660                     | 34,85                      |
|                            |                                        |                            |                            |                            |
|                            | Esito: collegio confermato a Laburista |                            |                            |                            |

| Partito                    | Partito                                | Candidato                  | Risultati 8 giugno 2017 | Risultati 8 giugno 2017 |
| Partito                    | Partito                                | Candidato                  | Voti                    | %                       |
| -------------------------- | -------------------------------------- | -------------------------- | ----------------------- | ----------------------- |
|                            | Laburista                              | Christina Rees             | 21 713                  | 56,71                   |
|                            | Conservatore                           | Orla Lowe                  | 9 082                   | 23,72                   |
|                            | Plaid Cymru                            | Daniel Williams            | 5 339                   | 13,95                   |
|                            | UKIP                                   | Richard Pritchard          | 1 419                   | 3,71                    |
|                            | Lib Dem                                | Frank Little               | 732                     | 1,91                    |
|                            |                                        |                            |                         |                         |
| Iscritti                   | Iscritti                               | Iscritti                   | 55 890                  | 100,00                  |
| ↳ Votanti (% su iscritti)  | ↳ Votanti (% su iscritti)              | ↳ Votanti (% su iscritti)  | 38 285                  | 68,50                   |
| ↳ Astenuti (% su iscritti) | ↳ Astenuti (% su iscritti)             | ↳ Astenuti (% su iscritti) | 17 605                  | 31,50                   |
|                            |                                        |                            |                         |                         |
|                            | Esito: collegio confermato a Laburista |                            |                         |                         |

| Partito                    | Partito                                | Candidato                  | Risultati 7 maggio 2015 | Risultati 7 maggio 2015 |
| Partito                    | Partito                                | Candidato                  | Voti                    | %                       |
| -------------------------- | -------------------------------------- | -------------------------- | ----------------------- | ----------------------- |
|                            | Laburista                              | Christina Rees             | 16 270                  | 43,81                   |
|                            | Plaid Cymru                            | Daniel Thomas              | 6 722                   | 18,10                   |
|                            | UKIP                                   | Richard Pritchard          | 6 094                   | 16,41                   |
|                            | Conservatore                           | Ed Hastie                  | 5 691                   | 15,33                   |
|                            | Verdi                                  | Catrin Brock               | 1 185                   | 3,19                    |
|                            | Lib Dem                                | Clare Bentley              | 1 173                   | 3,16                    |
|                            |                                        |                            |                         |                         |
| Iscritti                   | Iscritti                               | Iscritti                   | 56 095                  | 100,00                  |
| ↳ Votanti (% su iscritti)  | ↳ Votanti (% su iscritti)              | ↳ Votanti (% su iscritti)  | 37 135                  | 66,20                   |
| ↳ Astenuti (% su iscritti) | ↳ Astenuti (% su iscritti)             | ↳ Astenuti (% su iscritti) | 18 960                  | 33,80                   |
|                            |                                        |                            |                         |                         |
|                            | Esito: collegio confermato a Laburista |                            |                         |                         |

| Partito                    | Partito                                | Candidato                  | Risultati 6 maggio 2010 | Risultati 6 maggio 2010 |
| Partito                    | Partito                                | Candidato                  | Voti                    | %                       |
| -------------------------- | -------------------------------------- | -------------------------- | ----------------------- | ----------------------- |
|                            | Laburista                              | Peter Hain                 | 17 172                  | 46,26                   |
|                            | Plaid Cymru                            | Alun Llywelyn              | 7 397                   | 19,93                   |
|                            | Lib Dem                                | Frank Little               | 5 535                   | 14,91                   |
|                            | Conservatore                           | Emmeline Owens             | 4 847                   | 13,06                   |
|                            | BNP                                    | Michael Green              | 1 342                   | 3,62                    |
|                            | UKIP                                   | James Bevan                | 829                     | 2,23                    |
|                            |                                        |                            |                         |                         |
| Iscritti                   | Iscritti                               | Iscritti                   | 57 198                  | 100,00                  |
| ↳ Votanti (% su iscritti)  | ↳ Votanti (% su iscritti)              | ↳ Votanti (% su iscritti)  | 37 122                  | 64,90                   |
| ↳ Astenuti (% su iscritti) | ↳ Astenuti (% su iscritti)             | ↳ Astenuti (% su iscritti) | 20 076                  | 35,10                   |
|                            |                                        |                            |                         |                         |
|                            | Esito: collegio confermato a Laburista |                            |                         |                         |

### Elezioni negli anni 2000
| Partito                    | Partito                                | Candidato                  | Risultati 5 maggio 2005 | Risultati 5 maggio 2005 |
| Partito                    | Partito                                | Candidato                  | Voti                    | %                       |
| -------------------------- | -------------------------------------- | -------------------------- | ----------------------- | ----------------------- |
|                            | Laburista                              | Peter Hain                 | 18 835                  | 52,59                   |
|                            | Plaid Cymru                            | Geraint Owen               | 6 125                   | 17,10                   |
|                            | Lib Dem                                | Sheila Waye                | 5 112                   | 14,27                   |
|                            | Conservatore                           | Harri Davies               | 4 136                   | 11,55                   |
|                            | Verdi                                  | Susan Jay                  | 658                     | 1,84                    |
|                            | Indipendente                           | Gerry Brienza              | 360                     | 1,01                    |
|                            | Legalise Cannabis                      | Pat Tabram                 | 334                     | 0,93                    |
|                            | Respect                                | Heather Falconer           | 257                     | 0,72                    |
|                            |                                        |                            |                         |                         |
| Iscritti                   | Iscritti                               | Iscritti                   | 57 583                  | 100,00                  |
| ↳ Votanti (% su iscritti)  | ↳ Votanti (% su iscritti)              | ↳ Votanti (% su iscritti)  | 35 817                  | 62,20                   |
| ↳ Astenuti (% su iscritti) | ↳ Astenuti (% su iscritti)             | ↳ Astenuti (% su iscritti) | 21 766                  | 37,80                   |
|                            |                                        |                            |                         |                         |
|                            | Esito: collegio confermato a Laburista |                            |                         |                         |

| Partito                    | Partito                                | Candidato                  | Risultati 7 giugno 2001 | Risultati 7 giugno 2001 |
| Partito                    | Partito                                | Candidato                  | Voti                    | %                       |
| -------------------------- | -------------------------------------- | -------------------------- | ----------------------- | ----------------------- |
|                            | Laburista                              | Peter Hain                 | 21 253                  | 60,69                   |
|                            | Plaid Cymru                            | Alun Llewelyn              | 6 437                   | 18,38                   |
|                            | Lib Dem                                | Dai Davies                 | 3 335                   | 9,52                    |
|                            | Conservatore                           | David Devine               | 3 310                   | 9,45                    |
|                            | Alleanza Socialista                    | Huw Pudner                 | 483                     | 1,38                    |
|                            | ProLife Alliance                       | Gerry Brienza              | 202                     | 0,58                    |
|                            |                                        |                            |                         |                         |
| Iscritti                   | Iscritti                               | Iscritti                   | 56 032                  | 100,00                  |
| ↳ Votanti (% su iscritti)  | ↳ Votanti (% su iscritti)              | ↳ Votanti (% su iscritti)  | 35 020                  | 62,50                   |
| ↳ Astenuti (% su iscritti) | ↳ Astenuti (% su iscritti)             | ↳ Astenuti (% su iscritti) | 21 012                  | 37,50                   |
|                            |                                        |                            |                         |                         |
|                            | Esito: collegio confermato a Laburista |                            |                         |                         |

## Risultati dei referendum

### Referendum sulla permanenza del Regno Unito nell'Unione europea del 2016
|             | Collegio | Lasciare UE % | Rimanere in UE % |
| ----------- | -------- | ------------- | ---------------- |
|             | Neath    | 54,2%         | 45,8%            |
| Galles      | 52,5%    | 47,5%         |                  |
| Regno Unito | 51,9%    | 48,1%         |                  |